# Système nonaire
En mathématiques, le système nonaire est un système de numération à base 9, utilisant les chiffres de 0 à 8, mais pas le chiffre 9.
Les premiers nombres en système nonaire et décimal sont :
| Nonaire | 1 | 2 | 3 | 4 | 5 | 6 | 7 | 8 | 10 | 11 | 12 | 13 | 14 |
| Décimal | 1 | 2 | 3 | 4 | 5 | 6 | 7 | 8 | 9  | 10 | 11 | 12 | 13 |

La table de multiplication en système nonaire est :
| * | 1 | 2  | 3  | 4  | 5  | 6  | 7  | 8  |
| 1 | 1 | 2  | 3  | 4  | 5  | 6  | 7  | 8  |
| 2 | 2 | 4  | 6  | 8  | 11 | 13 | 15 | 17 |
| 3 | 3 | 6  | 10 | 13 | 16 | 20 | 23 | 26 |
| 4 | 4 | 8  | 13 | 17 | 22 | 26 | 31 | 35 |
| 5 | 5 | 11 | 16 | 22 | 27 | 33 | 38 | 44 |
| 6 | 6 | 13 | 20 | 26 | 33 | 40 | 46 | 53 |
| 7 | 7 | 15 | 23 | 31 | 38 | 46 | 54 | 62 |
| 8 | 8 | 17 | 26 | 35 | 44 | 53 | 62 | 71 |

La notation nonaire peut être utilisée comme une représentation concise de données exprimées en système ternaire. Il est similaire par rapport à l'utilisation du système quaternaire et des données exprimées en système binaire, bien que l'ensemble de chiffres soit plus proche en taille du système octal.
Excepté pour trois, aucun nombre premier ne finit par 0, 3 ou 6, puisque qu'un nombre nonaire quelconque finissant par 0, 3 ou 6 est divisible par trois.
Un nombre nonaire est divisible par 2, 4 ou 8 si la somme de ses chiffres est aussi divisibles par 2, 4 ou 8 respectivement.